# Salvador Lutteroth
Salvador Lutteroth González, más conocido como Salvador Lutteroth I (1897 - 1987) fue el promotor de lucha libre profesional mexicano más importante del siglo XX a tal punto de ser considerado como el “Padre de la Lucha Libre Mexicana”. Es mayormente conocido por fundar la promotora de lucha libre profesional activa más antigua de México y el mundo, la Empresa Mexicana de Lucha Libre (EMLL) en el año de 1933, hoy nombrada como Consejo Mundial de Lucha libre (CMLL). El trabajo realizado por Lutteroth fue en gran parte responsable del enorme éxito del segundo deporte-espectáculo más sobresaliente de México, solo por detrás del fútbol, así como de enaltecer el nombre de muchas de las primeras superestrellas luchísticas mexicanas como El Santo, a quien se le atribuye el título del luchador mexicano más grande de todos los tiempos.

## Vida y Trayectoria
Salvador Lutteroth González nació el 21 de marzo de 1897 en Colotlán, Jalisco, aunque por diversos factores se mudó con su familia a la Ciudad de México; a temprana edad, Lutteroth se unió a la Revolución Mexicana, sirvió como teniente y capitán bajo las órdenes del general Álvaro Obregón, algunos años después abandonó la lucha debido a su matrimonio con Armida Camou Olea en 1924; al terminar con su carrera militar tomó un trabajo en el Departamento de Impuestos como inspector de propiedades. Su nuevo empleo hizo que fuera trasladado a Ciudad Juárez tan solo cinco años después de haber entrado, allí fue expuesto por primera vez al deporte de la Lucha Libre Profesional.
Se dice que al ver dicho evento quedó tan impresionado que decidió llevar aquel deporte a su segundo hogar, la Ciudad de México; fue en ese preciso momento que Salvador Lutteroth fundó la Empresa Mexicana de Lucha Libre , junto a su socio financiero Francisco Ahumada un 21 de septiembre de 1933 dando el primer espectáculo de lucha libre profesional en la catedral de la lucha libre, la Arena México. Poco tiempo después, inspirado en Maravilla Enmascarada, un luchador estadounidense caracterizado por portar una máscara de cuero, el entonces visionario tuvo la idea de realizar un movimiento revolucionario para la lucha libre ya que incorporó a  los luchadores enmascarados dentro de ésta, adaptando el concepto de buenos y malos dentro de la misma con la intención de que la audiencia se identificara más con los deportistas; la idea fue tan exitosa que nació la denominada era moderna de la lucha libre mexicana.
A mediados de la década de 1940, la base de fanáticos de la EMLL creció tanto que Lutteroth planteo crear más arenas con la finalidad de llegar a más gente, pero no sería hasta la aparición de la televisión una década después, que el padre de la lucha libre mexicana decidiera transmitir su lucha en todo el país, produciendo una explosión de popularidad para el deporte jamás vista. De hecho en esos años, El Santo se convirtió rápidamente en una de las celebridades nacionales más populares de México, sin embargo, a mediados de esa misma década, Lutteroth comenzó a ceder el control de la EMLL a su hijo Salvador "Chavo" Lutteroth II,  debido a su avanzada edad, comenzando así una nueva etapa en la lucha libre mexicana. Finalmente unos años después, el famoso promotor de lucha libre dejó este mundo un 5 de septiembre de 1987 a los 90 años cediendo por completo el cargo del CMLL a su hijo. Actualmente la familia Lutteroth continúa manteniendo el legado del Padre de la Lucha Libre Mexicana a través del pago-por-evento Homenaje a Dos Leyendas en el que se honra a él y a un luchador diferente retirado o fallecido cada año.